# Giovanni Battista Gallicciolli
Giovanni Battista Gallicciolli, ou Giovanni Battista Gallizioli (né le 17 mai 1733 à Venise, alors dans la république de Venise et mort le 12 mai 1806  dans la même ville) est un historien, un philologue et un orientaliste italien.

## Biographie
Né en 1733 à Venise, Giovanni Battista Gallicciolli y professa dans les écoles publiques les langues hébraïque et grecque. Profondément versé dans les langues orientales, il savait, indépendamment des précédentes, la syriaque, la chaldaïque, la latine, et de plus la française, l’anglaise ; nous n’avons pas besoin de dire qu’il écrivait celle de sa nation avec autant de pureté que d’élégance. 
Son amour pour les langues anciennes avait été excité par son désir ardent de connaître l’antiquité, tant profane que sacrée. Loin d’être avare du savoir qu’il avait acquis, son plus grand plaisir était de le communiquer à ses disciples ; et ceux-ci à qui, par sa manière surtout de leur en faire part, il avait inspiré une sorte de passion pour les connaissances immenses dont son esprit était orné, le suivaient jusque dans les rues de Venise, où il continuait, en quelque sorte, les leçons de sa chaire. C’était pour lui la plus douce des jouissances de satisfaire en tout lieu et dans toutes les occasions un aussi louable empressement. 
Simple dans ses mœurs, modeste dans l’expansion de ses connaissances, comme dans son habillement et ses manières, on eût pris cet humble abbé pour le prêtre le plus ordinaire : il était d’ailleurs si prodigue envers les pauvres, que, malgré la fortune dont il jouissait, on le trouva dépourvu de tout à sa mort ; et l’on découvrit alors qu’il y avait plusieurs familles qui ne vivaient que de ses bienfaits.

## Œuvres
Les ouvrages qu’il publia sont :
- Dizionario latino-italiano della sacra Biblia ;
- Dissertazione dell’antica lezione degli Ebrei e dell’origine de’ punti ;
- Pensieri sulle LXX settimane di Daniele ; volume plein d’érudition dont toutes les universités italiennes lui firent des remercîments.
- Memorie Venete antiche profane ed ecclesiastiche, en huit tomes.

On regrette qu’il n’ait pas publié, avant sa mort, un grand ouvrage qui lui avait coûté vingt ans de travail, et dont le sujet comme le titre était : Approssimazione della sinagoga alla nostra religione. On a encore de lui des traductions italiennes écrites d’après les originaux, et publiées à Venise de même que les livres précédents : ce sont celles de l’Ecclésiaste et des différentes défenses de la religion chrétienne, écrites par Tatien le Syrien, Athénagoras d'Athènes et autres apologistes des premiers siècles. Ce fut lui qui fit achever l’édition des Saints Pères entreprise par Andrea Gallandi. On lui doit encore la grande table des 32 volumes in-fol. de Biagio Ugolini, Thesaurus antiquitatum sacrarum, et de plus l’édition vénitienne de St-Grégoire le Grand, en 17 volumes in-4°. Il fit en outre des additions au Dictionnaire des sept langues, dans lequel, à la vérité, l’abbé Gaetano Cognolato trouva des erreurs qu’il lui reprocha ; mais on reconnut bientôt que ces fautes ne devaient être imputées qu’à l’imprimeur.